# بهترین‌ها (آلبوم انریکه ایگلسیاس)
بهترین‌ها (به انگلیسی: Greatets Hits) آلبومی از خواننده پاپ اسپانیایی، انریکه ایگلسیاس است. این آلبوم شامل معروف‌ترین آهنگ‌ها از چهار آلبوم انگلیسی و استودیویی خود و همچنین دو آهنگ تازه ضبط‌شده به نام‌های Away با هم‌خوانی شن گرت و Takin' Back My Love به همخوانی سی‌یرا است. این آلبوم ۱۱ نوامبر ۲۰۰۸ در کشور آمریکا بیرون داده شد و یک میلیون کپی از آن وارد بازار شد.

## ضبط
این آلبوم مجموعه‌ای از بهترین‌های انریکه از سال‌های ۱۹۹۹ تا ۲۰۰۸ را شامل می‌شود. سبک آهنگ‌های این آلبوم پاپ، لاتین-پاپ و آر اند بی هست. بهترین‌ها شامل ۱۷ ترک می‌باشد و تهیه‌کنندهٔ آن خود انریکه می‌باشد. سه آهنگ Away،Can You Hear Me و Takin Back My Love تنها آهنگ‌های جدیدی بودند که به این آلبوم اضافه شدند.
https://web.archive.org/web/20150601040845/http://enriqueiran.info/enrique-iglesias-album-greatest-hits/

## لیست آهنگ‌ها
| شماره | نام                                                                       | مدت  |
| ----- | ------------------------------------------------------------------------- | ---- |
| ۱.    | «Bailamos»                                                                | ۳:۳۳ |
| ۲.    | «Away» (همخوانی Sean Garrett)                                             | ۳:۵۹ |
| ۳.    | «Hero»                                                                    | ۴:۲۴ |
| ۴.    | «Be with You»                                                             | ۳:۴۱ |
| ۵.    | «Takin' Back My Love» (همخوانی Ciara)                                     | ۳:۵۰ |
| ۶.    | «Rhythm Divine»                                                           | ۳:۳۰ |
| ۷.    | «Do You Know? (The Ping Pong Song)»                                       | ۳:۳۸ |
| ۸.    | «Tired of Being Sorry»                                                    | ۴:۰۲ |
| ۹.    | «Escape»                                                                  | ۳:۲۹ |
| ۱۰.   | «Could I Have This Kiss Forever» ((ویرایش مترو) به همراه Whitney Houston) | ۳:۵۵ |
| ۱۱.   | «Not in Love» (ویرایش رادیو) (همخوانی Kelis)                              | ۳:۴۲ |
| ۱۲.   | «Don't Turn Off the Lights»                                               | ۳:۴۷ |
| ۱۳.   | «Love to See You Cry»                                                     | ۴:۰۷ |
| ۱۴.   | «Maybe»                                                                   | ۳:۱۵ |
| ۱۵.   | «Addicted»                                                                | ۵:۰۲ |
| ۱۶.   | «Somebody's Me»                                                           | ۳:۵۹ |
| ۱۷.   | «Can You Hear Me»                                                         | ۳:۴۳ |